# 영인 나들목
영인 나들목(Yeongin IC)은 충청남도 아산시 영인면 월선리에 설치된 익산평택고속도로의 12번 교차로 (나들목)이다. 

## 역사
- 2019년 12월 6일 : 나들목 신설을 위해 아산시 도시계획시설 교통광장에 영인면 월선리 일원을 인주 나들목으로 고시[1]
- 2024년 12월 10일 : 익산평택고속도로 부여구룡 ~ 안중 구간 개통과 함께 통행 개시[2]

## 구조물 정보
- 위치 : 충청남도 아산시 영인면 월선리

## 접속하는 도로
- 국도 제39호선 (아산로)